# Keleti foltos nádiposzáta
A keleti foltos nádiposzáta (Acrocephalus bistrigiceps) a verébalakúak (Passeriformes) rendjébe, ezen belül a nádiposzátafélék (Acrocephalidae) családjába és az Acrocephalus nembe tartozó faj. 13-14 centiméter hosszú. Ázsia középkeleti részén költ, telelni a kontinens délkeleti részére vonul. A vízhez közeli területeket kedveli. Rovarokkal, pókokkal táplálkozik. Júniustól augusztusig költ.

## Fordítás
- Ez a szócikk részben vagy egészben  a   Black-browed reed warbler című angol Wikipédia-szócikk fordításán alapul.  Az eredeti cikk szerkesztőit annak laptörténete sorolja fel. Ez a jelzés csupán a megfogalmazás eredetét és a szerzői jogokat jelzi, nem szolgál a cikkben szereplő információk forrásmegjelöléseként.